# Fiorenzo Alfieri
Fiorenzo Alfieri (Polignano a Mare, 11 settembre 1943 – Torino, 13 dicembre 2020) è stato un politico e scrittore italiano.

## Biografia

### Il lavoro nella scuola e nell'educazione
Laureato in pedagogia, fu insegnante elementare, fondatore e attivista del gruppo piemontese del Movimento di Cooperazione Educativa (MCE), nel quale lavorò con Mario Lodi e Bruno Ciari. Dirigente scolastico dal 1979, membro del Consiglio Direttivo dell'IRRSAE Piemonte dal 1985 al 1995, fu cultore della materia in psicologia evolutiva presso la Facoltà di Psicologia e successivamente docente presso la Facoltà di Scienze della Formazione dell'Università di Torino.

### L'esperienza da amministratore pubblico
Ebbe una lunga esperienza di amministratore pubblico presso il Comune di Torino, iniziata nelle giunte del sindaco Diego Novelli dal 1976 al 1985 come assessore alla gioventù e allo sport. In quegli anni sorsero, fra le altre, le esperienze del primo Progetto Giovani, Informagiovani, Sportinsieme, Festival Cinema Giovani (oggi Torino Film Festival), al quale Alfieri dedicò un notevole impegno.
Dal 1995 al 2001 fu assessore nella giunta Castellani, prima al sistema educativo poi alla promozione della città; in questa veste promosse e coordinò il lavoro del primo piano strategico della città e ideò le Luci d'Artista, la cui venticinquesima edizione è stata a lui dedicata.
Dal 2001 al 2011 fu assessore alla cultura con il sindaco Sergio Chiamparino: in quegli anni seguì la riapertura di Palazzo Madama e di diverse sale teatrali, l'apertura del MAO e il completo rinnovamento del Museo dell'Automobile, lo sviluppo di Settembre Musica (poi diventato Mito), la nascita di Torinodanza e del Traffic festival. Presiedeva il Comitato per l'Ostensione della Sindone. Coordinò i lavori per il 150º dell'Unità d'Italia.
Fu inoltre presidente di CIDAC, l'Associazione delle Città d'Arte e di Cultura italiane, e del GAI, Circuito dei Giovani Artisti., e dell'Accademia Albertina di Belle Arti. Al momento della morte era ancora presidente del Castello di Rivoli  e dell'associazione Centroscienza Onlus.

### Decesso
Morì il 13 dicembre 2020, all'età di 77 anni, per complicazioni da COVID-19.

## Opere
- con M. Dina, Tempo pieno e classe operaia, Einaudi, 1974
- Il mestiere di maestro, Emme Edizioni, 1974
- con altri, Professione maestro (tre volumi), SEI, 1981-83
- con altri, Il punto sul tempo pieno (5 volumi), La Nuova Italia, 1981
- con A. Canevaro e G. Scabia, L'attore culturale, La Nuova Italia, 1990 ISBN 8822108140, 9788822108142
- con altri, Fammi capire..., Libri di testo per la 3ª, 4ª, 5ª elementare, La Nuova Italia, 1996
- con M. Arcà e P. Guidoni, Il senso di fare scienze, Bollati Boringhieri, 1995
- con M. Arcà e P. Guidoni, I modi di fare scienze, Bollati Boringhieri, 2000, ISBN 8833912248
- Esperimenti sul mondo, in La mia scuola, Einaudi, 2005
- Fiorenzo Alfieri, La città che non c'era, a cura di Steve Della Casa, Dino Audino Editore, 2012, ISBN 978-88-7527-224-1. URL consultato il 26 gennaio 2018.[12]
- con L. Menon, Strade parallele (la scuola, la vita), Dino Audino Editore, 2013[13][14]